# Cadillac EV concept
La Cadillac EV concept est un concept car de SUV électrique du constructeur automobile américain Cadillac présenté le 14 janvier 2019 au salon international de l'automobile d'Amérique du Nord. Il préfigure le prochain SUV Lyriq dans la gamme du constructeur à partir de 2021.

## Présentation
Le concept EV est dévoilé au salon de Détroit 2019 aux côtés du SUV thermique Cadillac XT6.

## Caractéristiques techniques
Le concept car est le premier à recevoir la nouvelle plateforme modulaire BEV3, que le constructeur avait dévoilé en novembre 2017, conçue pour les futurs véhicules électriques du groupe General Motors. Celle-ci est adaptée aux véhicules à deux (traction et propulsion) ou quatre roues motrices (transmission intégrale).